# Nombre poli
En arithmétique, un nombre poli est un entier strictement positif {\displaystyle n} s'écrivant comme somme d'au moins deux entiers strictement positifs consécutifs, somme appelée "décomposition polie" de {\displaystyle n}. Un entier strictement positif non poli est dit impoli ; par exemple, 1 et 2 sont impolis, mais 3 = 1 + 2 est poli.
Le degré de politesse de {\displaystyle n} est défini comme étant le nombre de ses décompositions polies. Un nombre de degré de politesse {\displaystyle k} est dit {\displaystyle k}-poli . Par exemple, le plus petit nombre 2-poli est 9 = 2 + 3 + 4 = 4 + 5.

Le degré de politesse de {\displaystyle n} est égal au nombre de ses diviseurs impairs autres que 1, ce qui fait que les nombres impolis sont exactement des puissances de deux.

Tableau de Young du nombre poli 15 = 4 + 5 + 6

Les nombres polis sont aussi appelés nombres escalier car les tableaux de Young représentant graphiquement les partitions d'un nombre poli en nombres entiers consécutifs sont en escalier. Si les termes de la somme sont supérieurs ou égaux à 2, les nombres ainsi formés sont également appelés nombres trapézoïdaux car ils forment des motifs de points disposés en trapèze.
Le problème de la décomposition des nombres en sommes d'entiers consécutifs et du comptage du nombre de décompositions possibles a été notamment étudié par Sylvester en 1882, Mason en 1912, LeVeque en 1950. L'appellation "nombre poli" apparait en 1991 dans un journal étudiant de l'université britannique "open university".
Les nombres polis sont aussi les nombres de côtés des polygones de Reinhardt.

## Suite des nombres polis
Les premiers nombres polis sont 3 = 1 + 2, 5 = 2 +3, 6 = 1 + 2 + 3, 7 = 3 + 4, 9 = 2 + 3 + 4 = 4 + 5 , 10 = 1 + 2 + 3 + 4, etc. :  suite A138591 de l'OEIS à laquelle il faut enlever 1, ou suite A057716 de l'OEIS à laquelle il faut enlever 0 ; ce sont les entiers strictement positifs non puissances de deux.
Il découle du théorème de Lambek-Moser que le {\displaystyle n}-ième nombre poli est égal à {\displaystyle f(n+1)}, où
{\displaystyle f(n)=n+\left\lfloor \log _{2}\left(n+\log _{2}n\right)\right\rfloor .}

## Degré de politesse
Les premiers termes de la suite des degrés de politesse des nombres 1, 2, 3, ... sont :
0, 0, 1, 0, 1, 1, 1, 0, 2, 1, 1, 1, 1, 1, 3, 0, 1, 2, 1, 1, 3, ... (suite A069283 de l'OEIS).
Le degré de politesse de {\displaystyle n} est égal au nombre de ses diviseurs impairs autres que 1.
Par exemple :
- 9 est 2-poli car il a deux diviseurs impairs, 3 et 9, et deux décompositions polies :

9 = 2 + 3 + 4 = 4 + 5 ;
- 15 est 3-poli car il a trois diviseurs impairs, 3, 5 et 15, et (comme cela est familier aux joueurs de cribbage[8]) trois décompositions polies :

15 = 4 + 5 + 6 = 1 + 2 + 3 + 4 + 5 = 7 + 8.
- Les nombres 1-polis sont les produits d'une puissance de 2 par un nombre premier impair : 3, 5, 6 = 2 × 3, 7,10 = 2 × 5, 11,12 = 4 × 3, 13, 14 = 2 × 7,... suite A038550 de l'OEIS.
- Les nombres 2-polis sont les produits d'une puissance de 2 par le carré d'un nombre premier impair : 9, 18, 25, 36, 49, 50, 72, 98, 100,.. suite A072502 de l'OEIS.

Pour calculer le degré de politesse d'un entier : le décomposer en produit de facteurs premiers, prendre les exposants des facteurs premiers autres que 2, ajouter 1 à chacun d'eux, multiplier les nombres ainsi obtenus entre eux et en soustraire le nombre 1. Par exemple, 90 est  5-poli car  {\displaystyle 90=2\times 3^{2}\times 5^{1}} ; les puissances de 3 et 5 sont respectivement 2 et 1, et en appliquant cette méthode {\displaystyle (2+1)\times (1+1)-1=5}.
La suite des nombres hautement polis (dont le degré de politesse est strictement supérieur à celui des précédents) est donc identique à celle des nombres impairs hautement composés (ayant strictement plus de diviseurs que les précédents) : 
3, 9, 15, 45, 105, 225, 315, 945, ...suite A053624  de l'OEIS .
Leur degré de politesse est égal à leur nombre de diviseurs moins 1 : 1, 2, 3, 5, 7, 8, 11, 15,... suite des nombres de  A053640 auxquels il faut retrancher 1.

## Construction de développements polis à partir de diviseurs impairs
Pour voir le lien entre les diviseurs impairs et les développements polis, considérons un diviseur impair {\displaystyle d} > 1 du nombre {\displaystyle n}. Alors les {\displaystyle d} entiers consécutifs centrés en {\displaystyle d'=n/d} (dont la moyenne est égale à {\displaystyle d'}) ont  pour somme le nombre {\displaystyle n} :
{\displaystyle \sum _{i=d'-{\frac {d-1}{2}}}^{d'+{\frac {d-1}{2}}}i=d{\frac {d'-{\frac {d-1}{2}}+d'+{\frac {d-1}{2}}}{2}}=dd'=n}.
Certains termes de cette somme peuvent être négatifs ou nuls. Cependant, si un terme est nul, il peut être omis et tout terme négatif peut être utilisé pour annuler le terme positif correspondant, conduisant à une décomposition polie de {\displaystyle n}. Le fait d'exiger {\displaystyle d} > 1 correspond au fait qu’une décomposition polie doit posséder au moins deux termes ; appliquer la même construction avec {\displaystyle d=1} conduirait simplement à la décomposition triviale à un terme {\displaystyle n=n}.
Par exemple, le nombre poli {\displaystyle n=14} a un seul diviseur impair non trivial, 7. C'est donc la somme de 7 nombres consécutifs centrés en 14/7 = 2 :
14 = (2 − 3) + (2 − 2) + (2 − 1) + 2 + (2 + 1) + (2 + 2) + (2 + 3).
Le premier terme, −1, annule le +1 ultérieur, et le deuxième terme, zéro, peut être omis, conduisant au développement poli :
14 = 2 + (2 + 1) + (2 + 2) + (2 + 3) = 2 + 3 + 4 + 5.
Inversement, toute décomposition polie de {\displaystyle n} peut être obtenue par cette construction. Soit {\displaystyle d} le nombre de termes d'une décomposition.
Si  {\displaystyle d} est impair, {\displaystyle d'=n/d} en est le terme médian, et l'on a {\displaystyle n=\sum _{i=d'-{\frac {d-1}{2}}}^{d'+{\frac {d-1}{2}}}i}.
Si {\displaystyle d} est pair, soit {\displaystyle m} le plus petit terme de la décomposition; on peut alors étendre la décomposition avec les nombres {\displaystyle -(m-1),-(m-2),...,-1,0,1,...,m-2,m-1} , ce qui donne une décomposition avec un nombre impair de termes du type de celle ci-dessus.
Par cette construction, l'ensemble des décompositions polies d'un entier strictement positif et l'ensemble de ses diviseurs impairs strictement supérieurs à 1 sont en bijection ; on obtient donc une preuve par bijection de la caractérisation des nombres polis comme étant les non puissances de 2.
Plus généralement, la même idée donne une correspondance "deux pour un" entre, d'une part, les décompositions en somme d'entiers consécutifs (autorisant les décompositions nulles, les nombres négatifs et les représentations à terme unique) et d'autre part les diviseurs impairs (y compris 1).

## Nombres trapézoïdaux
Si un développement poli débute par le nombre 1, le nombre poli ainsi développé est un nombre triangulaire supérieur ou égal à 3:
{\displaystyle T_{m}={\frac {m(m+1)}{2}}=1+2+\cdots +m} : 3, 6, 10, 15, etc.
Sinon, le nombre poli est la différence de deux nombres triangulaires non consécutifs :
{\displaystyle i+(i+1)+(i+2)+\cdots +j={\frac {(i+j)(j-i+1)}{2}}=T_{j}-T_{i-1}\quad (j>i\geqslant 2)}
Dans ce deuxième cas, le nombre est dit trapézoïdal (au sens strict).
Les premiers nombres trapézoïdaux sont 5 = 2 + 3, 7 = 2 + 3 + 4, 9 = 3 + 4 + 5 : suite A165513 de l'OEIS.
Un nombre poli peut être à la fois triangulaire et trapézoïdal, le plus petit étant 15 = 1 + 2 + 3 + 4 + 5 = 4 + 5 + 6.

### Nombres polis non trapézoïdaux
Il est donc intéressant de caractériser les nombres polis qui ne sont pas trapézoïdaux. Un tel nombre est forcément triangulaire et doit n'avoir que la décomposition triangulaire comme décomposition polie, donc être 1-poli. Il doit donc être de la forme {\displaystyle m(m+1)/2} et être le produit d'une puissance de 2 par un nombre premier impair.
On a donc deux cas suivant que {\displaystyle m} est pair ou impair :  
1. les produits {\displaystyle 2^{n-1}(2^{n}+1)} d'un nombre de Fermat premier {\displaystyle 2^{n}+1} avec la moitié de la puissance de deux la plus proche.
2. les nombres parfaits pairs {\displaystyle 2^{n-1}(2^{n}-1)} produits d'un nombre premier de Mersenne {\displaystyle 2^{n}-1} par la moitié de la puissance de deux la plus proche : suite A000396 de l'OEIS ;

Le nombre {\displaystyle 136=2^{4-1}(2^{4}+1)} et le nombre parfait {\displaystyle 28=2^{3-1}(2^{3}-1)} en sont des exemples.
Comme on conjecture qu'il n'existe que 5 nombres de Fermat premiers, il n'existe probablement que 5 nombres du premier type : 3, 10, 136, 32896, 2147516416 : suite A191363 de l'OEIS
On conjecture par contre qu'il existe une infinité de nombres premiers de Mersenne, donc de nombres du second type.
La suite formée de la réunion des deux types de nombres débute par : 3, 6, 10, 28, 136, 496,... suite A068195 de l'OEIS.